# Línea 610 (Interurbanos Madrid)
La línea 610 de la red de autobuses interurbanos de Madrid une Torrelodones con Hoyo de Manzanares y Colmenar Viejo.

## Características
Esta línea une entre sí los municipios arriba citados, en un trayecto de 50 minutos de duración.
Siguiendo la numeración de líneas del CRTM, las líneas que circulan por el corredor 6 son aquellas que dan servicio a los municipios situados en torno a la A-6 y comienzan con un 6. Aquellas numeradas dentro de la decena 610 corresponden a aquellas que circulan por Torrelodones.
La línea no mantiene los mismos horarios todo el año, desde el 1 al 31 de agosto se reducen el número de expediciones, además de los días excepcionales vísperas de festivo y festivos de Navidad en los que los horarios también cambian y se reducen. No presta servicio los fines de semana y festivos.
Está operada por Avanza Movilidad Integral mediante la concesión administrativa VCM-604 - Madrid – Cercedilla – Hoyo de Manzanares (Viajeros Comunidad de Madrid) del Consorcio Regional de Transportes de Madrid.
1. ↑  «Memoria 2007 (pág. 64)». www.crtm.es. Consultado el 11 de julio de 2024.
2. ↑  «Avanza - Línea 610». Consultado el 30 de octubre de 2023.

## Horarios

### 1 septiembre - 31 julio
| Lunes a viernes laborables |                            |
| Torrelodones > Colmenar V. | Colmenar V. > Torrelodones |
| 06:15                      | 07:05                      |
| 07:55                      | 08:45                      |
| 10:10                      | 11:05                      |
| 12:05                      | 13:00                      |
| 13:00                      | 13:50                      |
| 14:25                      | 15:20                      |
| 14:30                      | 17:00                      |
| 16:10                      | 19:20                      |
| 17:50                      | 21:05                      |
| 20:15                      |                            |

### 1 - 31 agosto
| Lunes a viernes laborables |                            |
| Torrelodones > Colmenar V. | Colmenar V. > Torrelodones |
| 06:15                      | 07:05                      |
| 07:55                      | 08:45                      |
| 10:10                      | 11:05                      |
| 12:05                      | 13:00                      |
| 13:00                      | 13:50                      |
| 14:30                      | 15:20                      |
| 16:10                      | 17:00                      |
| 17:50                      | 19:20                      |
| 20:15                      | 21:05                      |

1. ↑  Hasta la urb. Los Enebrales (Hoyo de Manzanares)
2. ↑  Sin paso por la urbanización Las Colinas.

## Recorrido y paradas

### Sentido Colmenar Viejo
| Código | Parada                                    | Común con           | Municipio          |
| ------ | ----------------------------------------- | ------------------- | ------------------ |
| 06096  | Huertos - Camino Valladolid               | 611 612 613 685     | Torrelodones       |
| 15972  | Camino Valladolid - M. López Villaseñor   | 611 612 631 635 685 | Torrelodones       |
| 10705  | Av. Dehesa - Polideportivo                | 612 1 2 4 5         | Torrelodones       |
| 10706  | Av. Dehesa - Instituto                    | 612 1 2 4 5         | Torrelodones       |
| 10707  | Av. Dehesa - Centro de Salud              | 612 1 2 4 5         | Torrelodones       |
| 10723  | Av. Dehesa - José Sánchez Rubio           |                     | Torrelodones       |
| 13146  | Av. Conde de las Almenas - Arturo Pacios  | 611A 686A 4         | Torrelodones       |
| 06046  | Urb. Parque Las Colinas                   | 611 611A 612        | Hoyo de Manzanares |
| 16708  | Av. Madrid - Tejera                       | 611 611A            | Hoyo de Manzanares |
| 16526  | Av. Madrid - Residencial El Pozo          | 611 611A            | Hoyo de Manzanares |
| 16524  | Hurtada - Pza. Iglesia                    | 611A                | Hoyo de Manzanares |
| 16710  | Hurtada - Urb. Los Enebrales              | 611 611A            | Hoyo de Manzanares |
| 06047  | Ctra. M-618 - Puerta 2 Campamento         | 611 611A            | Hoyo de Manzanares |
| 17966  | Ctra. M-618 - Puerta Principal Campamento | 611 611A            | Hoyo de Manzanares |
| 11342  | P.º Redondillo - El Portachuelo           | 722 723 727 2       | Colmenar Viejo     |
| 11344  | Av. Poetas - Jamaica                      | 722 723 727 2       | Colmenar Viejo     |
| 11345  | Av. Poetas - Río Genil                    | 722 723 727 2       | Colmenar Viejo     |
| 11347  | Molino de Viento - Centro de Salud        | 722 723 727 2       | Colmenar Viejo     |
| 11348  | Corazón de María - Gta. Músicos           | 722 2               | Colmenar Viejo     |

### Sentido Torrelodones
| Código | Parada                                    | Común con               | Municipio          |
| ------ | ----------------------------------------- | ----------------------- | ------------------ |
| 06625  | Narros del Castillo - Gta. Músicos        | 722 723 727 2           | Colmenar Viejo     |
| 06627  | Molino del Viento - Auditorio             | 722 723 727 2           | Colmenar Viejo     |
| 11346  | Molino del Viento - Los Residenciales     | 722 723 727 2           | Colmenar Viejo     |
| 11343  | Av. Poetas - Lavanderas del Manzanares    | 722 723 727 2           | Colmenar Viejo     |
| 11341  | P.º Redondillo - El Portachuelo           | 722 723 727 2           | Colmenar Viejo     |
| 18258  | Ctra. M-618 - Puerta Principal Campamento |                         | Hoyo de Manzanares |
| 15673  | Ctra. M-618 - Puerta 2 Campamento         | 611 611A                | Hoyo de Manzanares |
| 16711  | Hurtada - Urb. Los Enebrales              | 611 611A                | Hoyo de Manzanares |
| 18256  | Hurtada - Pza. Iglesia                    | 611 611A                | Hoyo de Manzanares |
| 16525  | Av. Madrid - El Cerrillo                  | 611 611A                | Hoyo de Manzanares |
| 16709  | Av. Madrid - Tejera                       | 611 611A                | Hoyo de Manzanares |
| 06046  | Urb. Parque Las Colinas                   | 611 611A 612            | Hoyo de Manzanares |
| 10724  | Av. Dehesa - Centro de Salud              | 612 2                   | Torrelodones       |
| 10725  | Av. Dehesa - Instituto                    | 612 631 1 2 4 5         | Torrelodones       |
| 09104  | Pza. José Mª Unceta - Polideportivo       | 612 631 1 2 4 5         | Torrelodones       |
| 06094  | Ctra. A-6 - Av. Torrelodones              | 611 631 633 635 664 685 | Torrelodones       |
| 06096  | Huertos - Camino Valladolid               | 611 612 613 685         | Torrelodones       |